# Morro Negre
El Morro Negre és una muntanya de 964 metres que es troba al municipi de Tagamanent, a la comarca del Vallès Oriental.